# 심포니 홀 (보스턴)

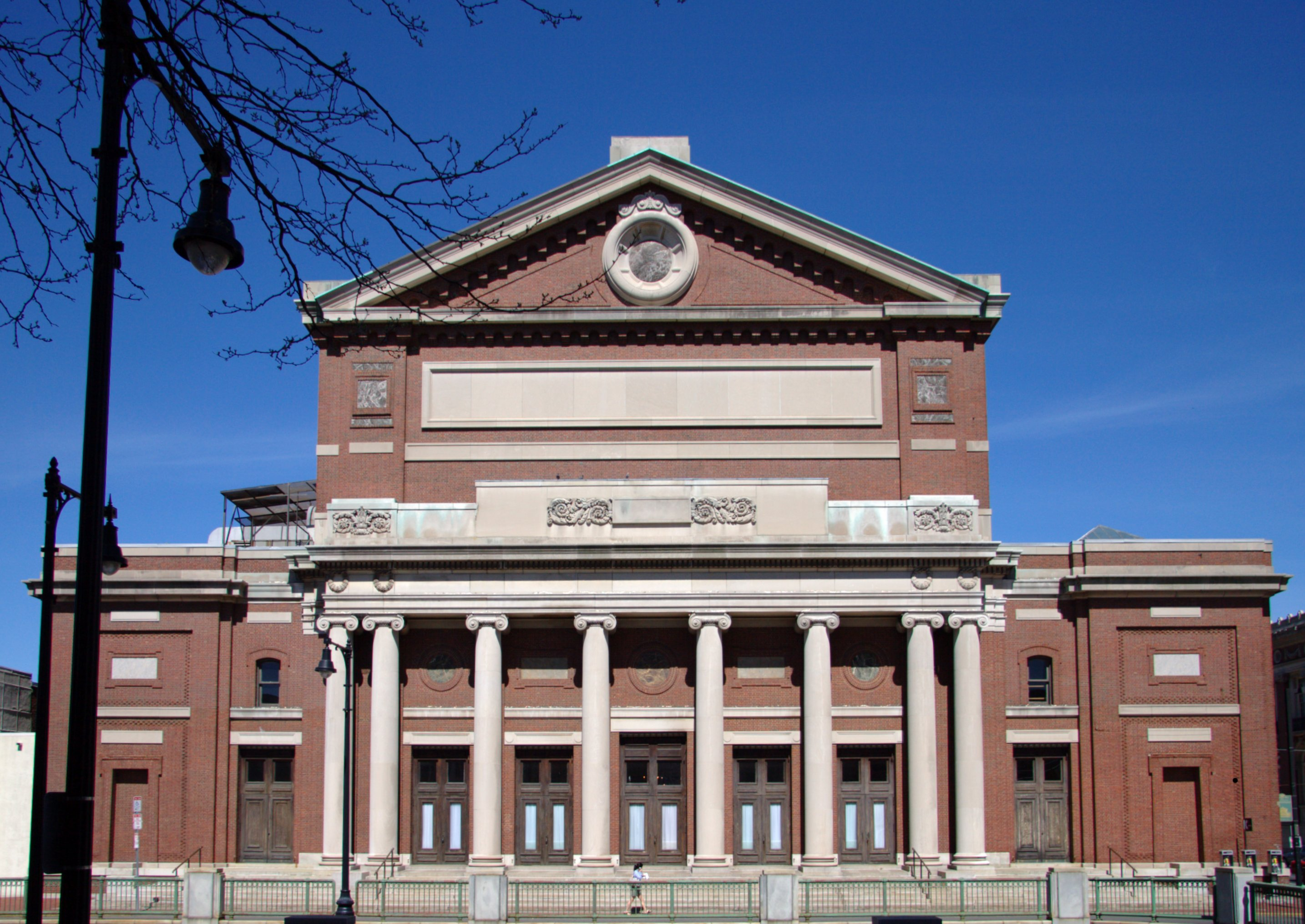
심포니 홀

심포니 홀(영어: Symphony Hall)은 미국 매사추세츠주 보스턴에 있는 콘서트 홀이다. 보스턴 심포니와 보스턴 팝스 오케스트라가 이용하고 있다. 1999년에 건물은 미국 국가 사적지로 등록되었으며, 이후 보스턴 랜드마크로 지정되었다.